# Eliades Ochoa
Eliades Ochoa (Songo - La Maya, 22 de junho de 1946) é um guitarrista, violinista e cantor cubano.

## Biografia
Começou a tocar guitarra com seis anos de idade e em 1978 juntou-se ao Cuarteto Patria, uma banda que já tocava desde 1940. As suas raízes estavam na guajira, um estilo de música tradicional cubana, misturando a diversidade do chapéu de vaqueiro americano. Entre os seus instrumentos sobressaiam o tres cubano. O seu envolvimento com o Buena Vista Social Club e a participação no filme do mesmo nome concederam-lhe a fama e o reconhecimento mundial.
Em 1998 gravou o álbum CubAfrica com Manu Dibango, em 1999 o álbum Sublime Ilusión e em 2004 gravou a canção Hemingway com a banda neerlandesa Bløf, constituindo parte do álbum Umoja.

## Discografia
- Lion Is Loose - 1996 (Melodie)
- Sublime Illusiòn - 1999 (Higher Octave)
- Chanchaneando - 2000 (Para)
- Tribute To The Cuarteto Patria - 2000 (Higher Octave)
- Eliades Ochoa Y El Cuarteto Patria - 2000 (Egrem)
- Cuidadito Compay Gallo - 2001 (Egrem)
- Son De Oriente - 2001 (Egrem)
- Estoy Como Nunca - 2002 (Higher Octave)
- Llega El Cuarteto Patria - 2002 (Egrem)
- Son De Santiago - 2003 (Edenways)
- Ochoa Y Segundo - 2003 (Edenways)
- Se Soltò un Leòn - 2006